# 21 décembre 1933
Le jeudi 21 décembre 1933 est le 355e jour de l'année 1933.

## Naissances
- Pierre Everaert (mort le 26 mai 1989), coureur cycliste français
- Roberto Drummond (mort le 21 juin 2002), écrivain brésilien
- Marc Vignal, musicologue, chroniqueur et producteur d'émissions radiophoniques français
- Gérard Castonguay, peintre canadien
- Barry Norman, critique de cinéma britannique
- Miklós Kocsár, compositeur hongrois
- Richard Swan, mathématicien américain

## Décès
- Dora Montefiore (née le 20 décembre 1851), militante féministe
- Manuel António Gomes (né le 9 décembre 1868), prêtre catholique, scientifique et inventeur portugais
- Knud Rasmussen (né le 7 juin 1879), explorateur et anthropologue danois
- Esmail Momtaz od-Dowleh (né en 1879), homme politique iranien
- Shinzaburō Iketani (né le 15 octobre 1900), dramaturge et écrivain japonais

## Autres événements
- Sortie en France du film : Je ne suis pas un ange
- Première à New York du film The Night Before Christmas